# Ziri ibn Manad
Ziri ibn Manad (àrab: زيري بن مناد, Zīrī ibn Manād) (mort en 972) fou el cap de les forces amazigues sanhadja al Magrib, partidari del califa fatimita.
L'any 940, amb autorització del califa fatimita, va fundar un principat a Ashir (uns 100 km al sud-sud-oest d'Alger) per fer front a possibles atacs dels amazics zanata de la confederació dels maghrawa, enemics dels fatimites i aliats dels omeies de Còrdova. Fou Ziri qui va deslliurar Mahdia, la capital fatimita, que estava a punt de caure en mans del rebel kharigita Abu-Yazid (setembre del 945). Quan uns anys després el califa al-Muïzz se'n va anar a Egipte, i com a premi a la lleialtat de Ziri, va donar al seu fill Bulugguín ibn Ziri el govern d'Ifríqiya i de tots els territoris del Magrib que pogués arrabassar als zanata. Ziri va morir el 972.